# Polina Pasztircsák

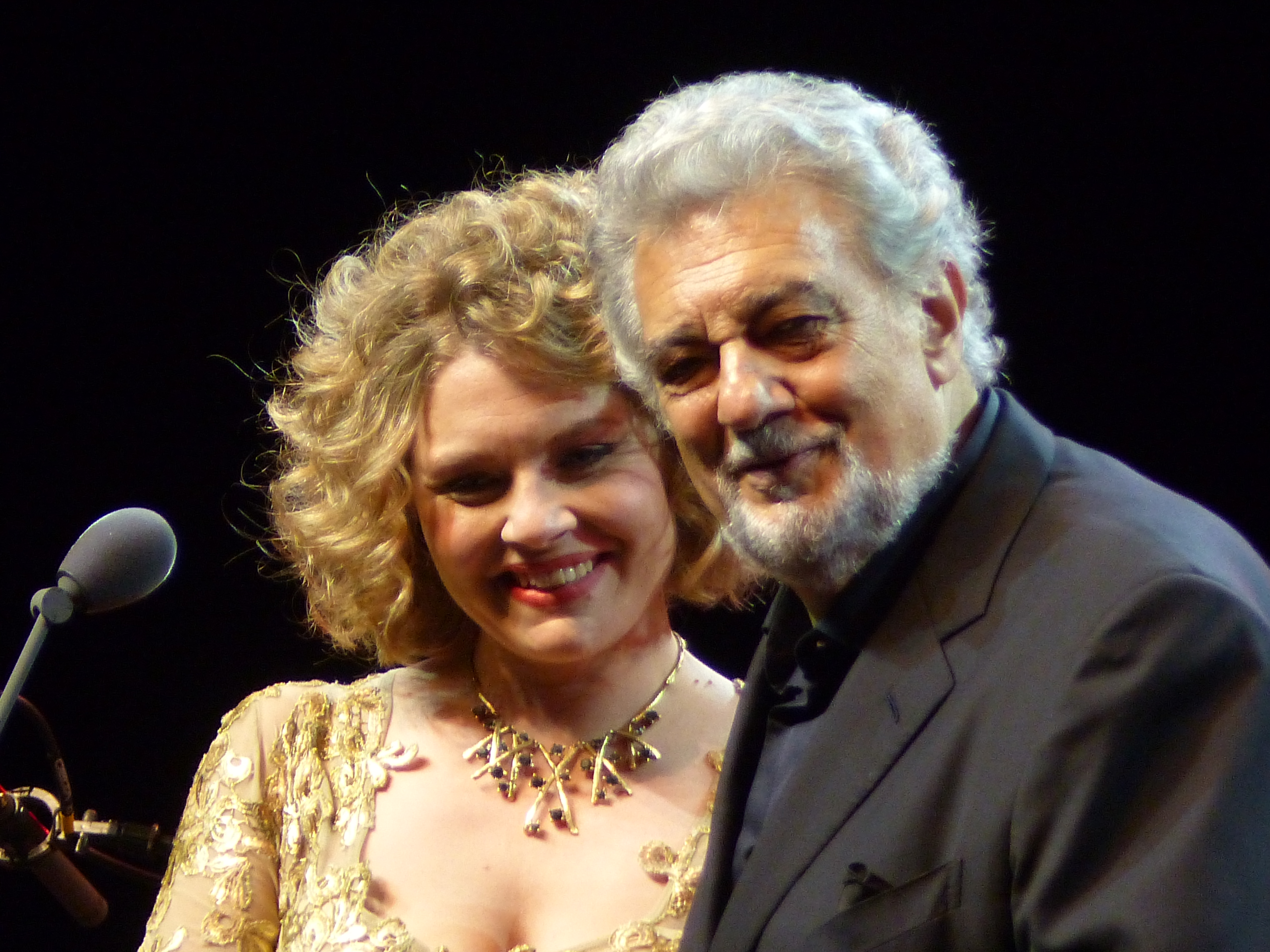
Polina Pasztircsák, Plácido Domingo, 2016

Polina Pasztircsák (Internationale Schreibweise: Pastirchak) (* 24. September 1982 in Budapest) ist eine ungarische Opern- und Konzertsängerin in der Stimmlage Sopran.

## Biografie

### Ausbildung und erste Auftritte
Polina Pasztircsák entstammt einer ungarisch-russischen Künstlerfamilie mit slowakischen und deutschen Wurzeln. Im Rahmen ihrer Musikstudien in Ungarn und Italien nahm sie an Kursen und Meisterklassen namhafter Künstler, wie z. B. Jewgeni Nesterenko, Mirella Freni, Bernd Weikl, Adrienne Csengery und Matthias Goerne teil. Erste Bühnenerfahrung sammelte sie 2007 in Modena mit einer der Hauptrollen in der zeitgenössischen Oper Le piccole storie von Lorenzo Ferrero. Ihr Erfolg beim Concours de Genève im Jahr 2009 ebnete ihr den Weg zu einer internationalen Karriere. Seit 2011 gastiert sie regelmäßig an der Ungarischen Staatsoper, an der Oper Graz und mit der Freiburger Barockorchester unter René Jacobs. Als Liedsängerin arbeitet sie seit 2010 mit dem Pianisten Jan Philip Schulze zusammen. Das Repertoire dieses Liedduos enthält Werke von Bartók, Kodály, Dohnányi, Liszt, Ravel, Debussy, Kurtág, welche u. a. in der Züricher Tonhalle (2015), beim Budapest Spring Festival (2015) und im Capitole Toulouse (2018) dargeboten wurden.

### Opernrollen und Engagements (Auswahl)
| Debüt in | Rolle                                    | Spielstätte |
| -------- | ---------------------------------------- | --- |
| 2007     | Le piccole Storie (Lorenzo Ferrero)      | Teatro Comunale Pavarotti di Modena |
| 2009     | Mimi (La Bohème)                         | - Nationaltheater Szeged - Ungarische Staatsoper (seit 2012) - Opernhaus Graz (Okt. 2017) - Theater St. Gallen (2017) - Volksoper Wien |
| 2009     | Micaëla (Carmen)                         | - Teatro Comunale di Modena - Ungarische Staatsoper (2013)                                                                             |
| 2011     | Partenope (Händel)                       | Haendel Festival Karlsruhe |
| 2013     | Violetta Valéry (La traviata)            | - Ungarische Staatsoper - Capitole Toulouse (2018)                                                                                     |
| 2013     | Woglinde (Rheingold, Götterdämmerung)    | Grand Théâtre de Genève (2013, Feb. 2019)                                                                                              |
| 2013     | Desdemona (Otello (Verdi))               | Ungarische Staatsoper |
| 2014     | Nedda (Pagliacci)                        | Ungarische Staatsoper |
| 2015     | Daphne (Daphne)                          | Müpa Budapest |
| 2016     | Vespina (Veremonda (Cavalli))            | Schwetzinger Festspiele |
| 2016     | Contessa (Le nozze di Figaro)            | Erkel-Theater Budapest |
| 2016-12  | Donna Anna (Don Giovanni)                | - Erkel-Theater Budapest - Asian Tour with René Jacobs (2019)                                                                          |
| 2017-06  | Gutrune (Götterdämmerung)                | MÜPA Budapest Wagner Festival |
| 2018-02  | Amelia (Simon Boccanegra)                | Ungarische Staatsoper |
| 2019-12  | Gänsemagd (Die Königskinder)             | Opernhaus Graz |
| 2021-12  | Dorotka (Schwanda, der Dudelsackpfeifer) | Opernhaus Graz |
| 2022     | Agathe (Der Freischütz)                  | Deutschland Tour mit René Jacobs |
| 2022     | Mélisande (Pelleas et Mélisande)         | Eiffel Art Studios, Staatsoper Budapest                                                                                                |

### Konzertrepertoire und Auftritte (Auswahl)
| Komponist                   | Werk                                                          | |
| --------------------------- | ------------------------------------------------------------- | --- |
|                             | “Orient Express” Liederabende mit Jan Philip Schulze          | Eiffel Art Studios 2022 Italienische Tour 2023                                                                  |
| B. Britten                  | Les Illuminations                                             | Budapesti Vonósok 2023                                                                                          |
| José Cura                   | Te Deum at José Cura’s 60th Birthday Concert                  | Prague Symphony Orchestra 2023                                                                                  |
|                             | Neujahrskonzert in Oper Graz                                  | Oper Graz 2023                                                                                                  |
| Leos Janacek A. Bruckner    | Glagolitische Messe Te Deum                                   | Hungarian National Philharmonic 2022                                                                            |
|                             | “Wien!” Gala                                                  | Menuhin Festival Gstaad 2022                                                                                    |
| F. Liszt                    | Esztergomi mise                                               | Hungarian Radio Orchestra 2021                                                                                  |
| Henryk Górecki              | Symphony nr 3                                                 | Hungarian Radio Orchestra 2021                                                                                  |
| J. Dowland                  | Songs                                                         | Hungarian Radio 2021                                                                                            |
|                             | Soviet Lieder mit Jan Philip Schulze (Revolution-Perestroika) | Amici della Musica di Padova 2019                                                                               |
|                             | Weihnachtskonzert aus dem Aachener Dom                        | WDR Funkhausorchester, Enrico Delamboye (2018)                                                                  |
|                             | ”Alles Walzer!”                                               | WDR Funkhausorchester, Helmut Froschauer (2014)                                                                 |
|                             | Operetta Gala                                                 | Netherlands Philharmonic, Marc Albrecht (2018)                                                                  |
| Johann Sebastian Bach       | Cantatas                                                      | Concerto Köln, Maurice Steiger (2016)                                                                           |
| Ludwig van Beethoven        | Egmont                                                        | St Petersburg Philharmonic Orchestra, Nicolai Alexeev (2012)                                                    |
| Ludwig van Beethoven        | 9. Sinfonie                                                   | - Düsseldorfer Symphoniker, Ádám Fischer (2017) - Württembergische Philharmonie Reutlingen, Fawzi Haimor (2020) |
| Ludwig van Beethoven        | Missa Solemnis                                                | Freiburger Barockorchester, RIAS Kammerchor, René Jacobs (Philharmonie de Paris, Mai 2019)                      |
| Hector Berlioz              | Les Nuits d’Ete                                               | Sinfonia Varsovia, Francesco Angelico (2011)                                                                    |
| Gabriel Fauré               | Requiem                                                       | Grand Theatre Geneve (2010)                                                                                     |
| Georg Friedrich Haendel     | Brockes-Passion                                               | Capella Savaria, Howard Arman (2016)                                                                            |
| Gustav Mahler               | 4. Sinfonie                                                   | Komische Oper Berlin, Henrik Nánási (2017)                                                                      |
| Gustav Mahler               | 8. Sinfonie                                                   | Düsseldorfer Symphoniker, Ádám Fischer (2018)                                                                   |
| Felix Mendelssohn Bartholdy | Elias                                                         | Orfeo Orchestra, György Vashegyi (2018)                                                                         |
| Felix Mendelssohn Bartholdy | 2. Sinfonie                                                   | Swedish Chamber Orchestra, Thomas Dausgaard (2014)                                                              |
| Wolfgang Amadeus Mozart     | Arias                                                         | Sabine Meyer, Kammerorchester Basel, Andreas Spering (2015)                                                     |
| Arvo Paert                  | Como cierva sedienta                                          | Manchester Chamber Orchestra, Gábor Takács-Nagy (2015)                                                          |
| Maurice Ravel               | Sheherazade                                                   | Hungarian National Philharmonic, Vassily Sinaisky (2017)                                                        |
| Dmitri Schostakowitsch      | 14. Sinfonie                                                  | Dresdner Philharmonie, Michael Sanderling (Kulturpalast Dresden, Jan. 2019)                                     |
| Richard Strauss             | Vier letzte Lieder                                            | Orchestre de la Suisse Romande, Alejo Perez (Victoria Hall Geneva, 2013)                                        |
| Giuseppe Verdi              | Requiem                                                       | Tiroler Symphonieorchester Innsbruck, Francesco Angelico (2014)                                                 |

## Preise und Auszeichnungen
- Simandy József National Singing Competition, Hungary, 1. Preis und Tchaikovsky Prize (2004)
- Concours de Genève, 1. Preis, Publikumspreis und Sonderpreise (2009)
- ARD Musikwettbewerb, Sonderpreis der Walter und Charlotte Hamel Stiftung (2012)
- Silbernes Verdienstkreuz des ungarischen Staates (2016)
- Ernennung zur Kammersängerin der Ungarischen Staatsoper (2016)

## Diskografie
- Polina Pasztircsák: R. Strauss, D. Shostakovich, B. Bartók, Z. Kodály. Musikkellegium Winterthur, Alexander Rahbari. Montres Breguet, Ysaye Records 2010.
- Mozart Arias: Arien-Arrangements für Klarinette & Orchester von Andreas N. Tarkmann. Polina Pasztircsák, Sopran, Sabine Meyer Klarinette, Kammerorchester Basel unter Andreas Spering. Sony, 2012.
- György Selmeczi: Spiritisti. Polina Pasztircsák as Colombina. Hungarian State Opera, 2017.
- Gustav Mahler: Symphonie 8. Tonhalle Düsseldorf, Adam Fischer. Deutschlandradio, 2018.
- Dmitri Schostakowitsch: Symphonien Nr. 1–15 mit Polina Pasztircsák als Solistin in der Sinfonie Nr. 14. Dresdner Philharmonie, Michael Sanderling. Sony, 2019.
- Ludwig van Beethoven: Missa Solemnis. Polina Pasztircsák, Sopran, Sophie Harmsen, Alt, Steve Davislim, Tenor, Johannes Weisser, Bass, Rias Kammerchor, Freiburger Barockorchester unter René Jacobs. Harmonia Mundi, 2021.
- Carl Maria von Weber: Der Freischütz. Freiburger Barockorchester unter René Jacobs. Harmonia Mundi, 2022